# Celeste e Jesse para Sempre
Celeste and Jesse Forever (bra/prt: Celeste e Jesse para Sempre) é um filme de comédia dramática, dirigido por Lee Toland Krieger, escrito pela protagonista do filme Rashida Jones e por Will McCormack, que também tem um papel no filme. Foi lançado em 3 de agosto de 2012 nos Estados Unidos, 30 de novembro de 2012 no Brasil, e 18 de abril de 2013 em Portugal.
O filme é estrelado por Rashida Jones e Andy Samberg, que interpretam Celeste Martin e Jesse Abrams, respectivamente. Também conta ainda com as atuações de Elijah Wood como Scott, Emma Roberts como Riley Banks, Eric Christian Olsen como Steve Tucker, Rafi Gavron como Rupert Bates e outras.